# Phthiracarus parashiptoni
Phthiracarus parashiptoni är en kvalsterart som beskrevs av Wojciech Niedbała 2004. Phthiracarus parashiptoni ingår i släktet Phthiracarus och familjen Phthiracaridae. Inga underarter finns listade i Catalogue of Life.